# Acropora paniculata
Acropora paniculata là một loài san hô trong họ Acroporidae. Loài này được Verrill mô tả khoa học năm 1902.